# Чыамайыкинский наслег
Чыамайыкинский наслег — сельское поселение в Мегино-Кангаласском улусе Якутии Российской Федерации.
Административный центр — село Даркылах.

## История
Статус и границы сельского поселения установлены Законом Республики Саха (Якутия) от 30 ноября 2004 года N 173-З N 353-III «Об установлении границ и о наделении статусом городского и сельского поселений муниципальных образований Республики Саха (Якутия)».

## Население
| 2002 | 2010 | 2011 | 2012 | 2013 | 2014 | 2015 |
| ---- | ---- | ---- | ---- | ---- | ---- | ---- |
| 486  | ↘434 | →434 | ↘414 | ↗415 | ↗416 | ↘413 |
| 2016 | 2017 | 2018 | 2019 | 2020 | 2021 |      |
| ↘412 | ↗417 | ↗428 | ↘418 | ↘416 | ↗418 |      |

## Состав сельского поселения
| № | Населённый пункт | Тип населённого пункта       | Население |
| - | ---------------- | ---------------------------- | --------- |
| 1 | Даркылах         | село, административный центр | ↗418      |